# Naviglio d'inverno
Naviglio d'inverno è un dipinto di Ivan Karpov. Eseguito verso il 1940, appartiene alle collezioni d'arte della Fondazione Cariplo.

## Descrizione
Si tratta di una veduta invernale di Milano, caratterizzata dall'accostamento fra acqua e neve, tema costante nella produzione di Karpov, in cui è evidente l'ispirazione del naturalismo lombardo ottocentesco.